# Edelweißstraße
Die Edelweißstraße ist eine 1,6 km lange Stichstraße und Teil der Großglockner-Hochalpenstraße. Die Stichstraße führt im Bereich des Fuscher Törls auf die Edelweißspitze (2571 m ü. A.), dem höchsten Punkt der Großglockner-Hochalpenstraße. Die Strecke weist sechs Kehren und eine Maximalsteigung von 14 % auf. Insbesondere für Motorrad- und Fahrradfahrer gilt der Gipfel als lohnendes Ziel. Die Straße ist für Lkw, Wohnanhänger und Reisebusse gesperrt.

## Geschichte
Der Bau dieser Nebenausflugsstraße geht auf einen Zufall zurück. Franz Wallack, dem Erbauer der Großglockner-Hochalpenstraße, blieb im Sommer 1934, kurz vor der Vollendung der Großglockner Hochalpenstraße, ein Betrag von öS 53.000 über. Diesen Betrag hatte er beim Bau um den Törlkopf beim Fuscher Törl einsparen können.
Da ja eine der Grundaufgaben der Straße in der touristischen Erschließung der hochalpinen Region um den Großglockner lag, dachte Wallack, diesen Aussichtspunkt zu erschließen. So wurde die Straße zur Edelweißspitze in nur 47 Tagen errichtet: in sechs Kehren und über 177 Höhenmeter aufwärts führt sie zu einem Punkt, von dem aus man einen Rundblick auf 37 Dreitausender und – damals noch – 19 Gletscher hatte. Wallack gab ihm den Namen Edelweißspitze, nach dem Namen einer Flanke des Gipfels.
Am 23. September 1934 um 10 Uhr begann die Autokolonne die Auffahrt von der Mautstelle Ferleiten zur Einweihung der Großglockner-Hochalpenstraße bis zum Fuscher Törl und der Edelweißstraße auf die Edelweißspitze. Im ersten Fahrzeug saß der Landeshauptmann Franz Rehrl. Dahinter folgten die Wagen mit dem Bundespräsidenten Miklas, dem Bundeskanzler Schuschnigg, Ministern, Diplomaten und sonstigen Würdenträgern.
Eine feierliche Feldmesse fand unterhalb der Edelweißspitze beim Fuscher Törl statt. Nach der Messe sang Kammersänger Richard Mayr ohne jede Begleitung die beiden ersten Strophen Goethes „Talismane“ nach der Vertonung von Franz Schubert. Dann folgten Ansprachen, denen die rund 8000 Menschen lauschten, die sich im Laufe der Zeit im Bereich des Fuscher Törls – Edelweißspitze eingefunden hatten, und über ihren Köpfen kreiste Ulrich Fürst Kinsky in seinem Sportflugzeug.